# Auer Lipót
Auer Lipót, Leopold von Auer (Veszprém, 1845. június 7. – Loschwitz (ma Drezda része), 1930. július 15.) világhírű magyar hegedűművész, zenepedagógus, karmester és zeneszerző. A világ zenei életének meghatározó alakja, zenei témájú könyvek szerzője, hegedűiskoláját ma is használják. Több zeneművet dedikáltak számára, például Csajkovszkij és Glazunov is neki ajánlotta hegedűversenyét. Néhány saját szerzemény és számos átirat mellett gyakorlatilag az összes nagy hegedűversenyhez írt kadenciát.
Első zenetanára szülővárosában Liedl Lipót volt, majd 1853 és 1856 között Budapesten Ridley-Kohne Dávid tanította. Bécsben Jakob Dont és Georg Hellmesberger képezte tovább. Tizenhárom éves korában kapott diplomát, de igazi művésszé Joachim József keze alatt vált. A magyar muzsikust kinevezték a Szentpétervári Konzervatórium tanárának, pár évtized alatt a cár udvari szólóhegedűsévé emelkedett és orosz nemesi rangot kapott. Oroszország mellett – hegedűsként és karmesterként – nagy sikereket aratott Európa több országában, később az Amerikai Egyesült Államokban is.
Kiemelkedő mind művészi, mind pedagógusi tevékenysége. Zenei karrierjének csúcsán országok és uralkodók versengtek, hogy hallhassák játékát. Zenepedagógusként a hegedűjáték oktatásában alkotott maradandót, korának leghíresebb hegedűtanáraként tartják számon. Ő volt az „orosz hegedűiskola” megalapozója, nevéhez kötik az úgynevezett pétervári vonófogást. Csak Oroszországban több mint 300 kiváló hegedűs került ki iskolájából, köztük több világhírű szólista is, például Mischa Elman, Jasha Heifetz és Nathan Milstein.

## Élete

### A korai évek
Zsidó család negyedik gyermekeként született. Apja a csehországi születésű Auer Simon szobafestő, anyja Grósz Rozália Lovasberényből származott. A házaspár 1836-ban telepedett le Veszprémben.
Bölcsőm Magyarországon ringott. Veszprémnek hívják azt a kis helységet, ahol apám szobafestő volt. Szülőföldem hagyományaihoz híven tejesüveggel és hegedűvel együtt neveltek fel…
A gyermek Lipót zenei tehetsége hamar nyilvánvalóvá vált, ezért apja Liedl Lipótnál, a veszprémi székesegyház első hegedűsénél taníttatta – az elemi iskolai tanulmányok mellett. „Körülbelül két-három évig tanultam nála hegedülni, amikor szüleim … barátaik tanácsára úgy döntöttek, hogy Budapestre, Magyarország fővárosába küldenek a konzervatóriumba. Szüleim ismerték a konzervatórium egyik hegedűtanárát, Ridley-Kohne urat, aki városunkból származott…” – írta visszaemlékezésében. A Pest-Budai Hangászegyleti Zenedében bentlakásos iskolába került, ahol folytathatta elemi iskolai tanulmányait, az iskolai hegedűórákon kívül Ridley-Kohne Dávid magánórákat is adott számára. Hamar tanárának legígéretesebb tanítványává vált, és rövidesen (1856. március 10-én) már hangversenyt is adott. Több lap is beszámolt az eseményről. „Tegnap délután az Európa teremben a kis hegedű virtuóz Auer Lipót hangversenye szép közönség előtt ment véghez. … A remény, mit Auer Lipót jövőjéhez kötnek, nem alaptalan” – írta a Hölgyfutár. A Pesti Napló: „A 10 éves Auer Lipót hangversenye szép számú közönség előtt tartatott meg; mely bámulatra ragadtatott a szép reményekre jogosító s rendkívüli tehetségű gyermek által, melyen sok technikai ügyességet s biztosságot tanúsított. … A kis művész tapsokkal halmoztatott el”.
A sikeres bemutatkozás hatására ösztöndíjat kapott, és 1856-ban apjával Bécsbe utazott, ahol a kor jelentős hegedűtanáránál, Jakob Dontnál tanult. Auer visszaemlékezései szerint nála sajátította el a hegedűtechnika alapjait. Nyaranta hazalátogatott Veszprémbe, és alkalmanként hangversenyeket is adott a székesegyházban, Ranoder János püspök jóvoltából (például 1857. szeptember 27-én). Tanulmányait ezután a bécsi konzervatóriumban folytatta id. Georg Hellmesbergernél. Kamarazenét és összhangzattant tanult, az iskola zenekarában pedig a zenekari játékkal ismerkedett meg. A konzervatóriumban 1858-ban szerzett kitüntetéses diplomát, a vele járó ezüstmedállal. Tizenhárom évesen még tovább szeretett volna tanulni, de a szülők már nem tudták segíteni, ezért a következő két évben – apja kíséretében – szekéren, gyalog bejárta Magyarországot, Ausztriát, Németországot és Hollandiát, ahol többnyire szerény juttatásért adott hangversenyeket. Közben Bécsben megismerkedett Goldmark Károllyal, akivel életre szóló barátságot kötöttek. Grazban meghallgatta őt a híres Henri Vieuxtemps belga hegedűművész is, de ez a találkozó kifejezetten sikertelen volt.
1861 tavaszán, 16 évesen érkezett Párizsba, az akkori világ zenei központjába. Magánestélyeken lépett fel, megismerkedett Berliozzal és Rossinivel, s a Salle Pleyelben is koncertezett. Rossini támogatásával a párizsi közönség megismerte az ifjú hegedűst. Közben Jean Delphin Alard-nál tanult és szorgalmasan látogatta a párizsi hangversenytermeket. Néhány hónap elteltével apjával Hannoverbe utazott Joachim Józsefhez, aki tanára és pártfogója lett. Joachim a kor kiváló hegedűtanára volt, de csak öt-hat tanítványt vállalt egyszerre. Tanulmányai mellett fellépett a zenekedvelő V. György hannoveri király előtt is, tanárával együtt Bach d-moll kettősversenyét adták elő. Joachim művészetével és emberségével is nagy hatással volt Auerre, aki önéletrajza szerint Hannoverben vált igazi zenésszé. Több más hangversenyt is adott ebben az időben, például amiről a Vasárnapi Ujság számolt be: „Hamburgból irják nekünk, hogy ott e hó elején Auer Lipót veszprémi születésü fiatal hegedűmüvész hazánkfia két hangversenyt adott, melyeket az ottani közönség nagy elragadtatással fogadott”. Joachimnél számos kiváló művésszel ismerkedett meg, többek között Johannes Brahmsszal, Clara Schumann-nal, Niels Gadéval, Ferdinand Daviddal és másokkal.

### Karrierjének kezdete
Két évet töltött Hannoverben, majd 1864-ben Ferdinand David meghívására Lipcsébe utazott, hogy az ottani koncertteremben, a Gewandhausban adjon koncertet. A hatalmas siker hatására a 19 éves Auert meghívták Düsseldorfba koncertmesternek. „Igazi boldogság volt, … volt címem, igazi koncertmester lettem” – írta. Életében először biztos álláshoz és jövedelemhez jutott, de emellett bőségesen volt ideje szólókarrierje továbbviteléhez is. 1866-ban a Hamburgi Filharmóniai Társaság igazgatója, Julius Stockhausen meghívta a zenekar hangversenymesterének. Vonósnégyest is alakított, amelynek ő lett a primáriusa. A kvartettel nagy sikereket arattak, minek hatására a híres Müller vonósnégyes is meghívta prímhegedűsnek. Ezután mindkét vonósnégyessel koncertezett. A Müller kvartettel adott meiningeni koncertjük után II. György szász-meiningeni herceg kitüntette Auert a Meiningeni Kereszttel, amire – bár sok kitüntetést, elismerést kapott a későbbiekben (a francia Becsületrendet is) – élete végéig büszkén emlékezett vissza.
Nyaranta Wiesbadenbe hívták hangversenyezni. Itt ismét találkozott Józef Wieniawskival, akit még korábbról ismert, majd az ő révén kötött barátságot Nyikolaj Rubinstejnnel, a kiváló zongoraművész-karmesterrel is. Auer 1867-ben több országon átívelő hangversenysorozatot adott Carlotta Patti énekesnő és Popper Dávid csellóművész társaságában. 1868 nyarán Londonban koncertezett Anton Rubinstejnnel és Alfredo Piattival. Ekkor anyagilag már megengedhette magának, hogy vásároljon egy kiváló Stradivariust. A koncertek után a Fekete-erdőbe, Peterstahlba utazott pihenni, ahol felkereste Nyikolaj Zaremba, a szentpétervári konzervatórium igazgatója, és meghívta az iskola hegedűprofesszorának. Az ajánlat három évre szólt, de végül 49 lett belőle. Mint kiderült, Anton Rubinstejn – aki a pétervári konzervatórium alapítója és tanára volt – ajánlotta e posztra.

### Oroszországban

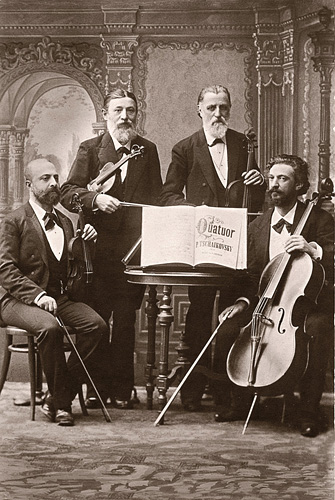
Szentpétervári vonósnégyesével (Auer, Pickel, Weickmann és Verzsbilovics, utóbbi Davidovot helyettesíti)

Auer a szentpétervári konzervatórium legfiatalabb tanára lett, a tanári kar igen szívélyesen fogadta. Nagy lelkesedéssel fogott hozzá a tanításnak, visszaemlékezések szerint ekkor kezdődött az orosz hegedűiskola virágzása. Az oktatás mellett a pétervári hangversenyélet meghatározó alakja is lett, vezetője lett a világhírűvé vált Auer–Davidov vonósnégyesnek (Auer, Pickel, Weickmann, Davidov), amely fontos bemutatók sorát, például Csajkovszkij, Borogyin, Kjui műveit játszotta el. A Gyagilev vezette világhírű Orosz Balett előadásain hagyományosan a legnagyobb hegedűművészek játszották a hegedűszólókat (Vieuxtemps, Wieniawski), 1872-től Auer látta el ezt a kitüntető feladatot. 1874-ben megkapta a rendszeres külön jövedelemmel járó „őfelsége szólistája” címet. Oroszországi elfoglaltságai mellett a már híres Auer rendszeresen szerepelt külföldön is. Ezeken az eseményeken ismerte meg Európa vezető művészeit, politikusait (Pauline Viardot-Garcia, Ivan Turgenyev, Charles Gounod, Benjamin Disraeli, a későbbi VII. Eduárd brit király, Napoléon Eugène és mások). Egy ilyen alkalommal találkozott az emigrációban élő Reményi Edével is.
1874-ben felvette az ortodox kereszténységet, megnősült, felesége Nagyezsda Jevgenyjevna Pelikan volt, négy lányuk született. Később elhagyta családját, de anyagilag továbbra is gondoskodott róluk.
A gyakorlatilag még ismeretlen Csajkovszkijjal 1875 januárjában ismerkedett meg Nyikolaj Rubinstejnnél. A zeneszerző írt számára egy hegedűdarabot, a Melankolikus szerenádot (Op.76), amit Auer Moszkvában mutatott be. Barátság alakult ki közöttük, és bár Csajkovszkij Moszkvában lakott, de gyakran ellátogatott pétervári barátaihoz. 1878-ban Csajkovszkij befejezte D-dúr hegedűversenyét, amit „Monsieur Auer”-nek ajánlott. A kinyomtatott partitúrát személyesen adta át neki, de a hegedűművész számos problémát látott a darabban: „… úgy éreztem, hogy nagy értékei ellenére alapos átdolgozásra szorul, mivel bizonyos helyeken nem volt hegedűszerű, és nem a vonóshangszerek játékmódja szerint íródott”. A megígért korrekciókból azonban két évig nem lett semmi, mert Auernek abban az időben megnövekedett az elfoglaltsága, és a mélységesen csalódott Csajkovszkij a partitúrát a 28 éves Adolf Brodszkijnak dedikálta, aki Bécsben mutatta be a hegedűversenyt, 1879-ben. „Őszintén beismertem, hogy én voltam mindennek az oka, és neki tökéletesen igazat adtam” – írta később Auer. Csajkovszkijjal a barátság rövidesen helyreállt, ami a zeneszerző váratlan haláláig tartott. Auer az 1890-es évek elején elvégezte az általa szükségesnek látott módosításokat a hegedűversenyen, és 1893. október 25-én bemutatta Münchenben, majd világszerte népszerűsítette a darabot.
Auert 1883-ban megbízták az Orosz Zenei Társaság zenekarának karmesterségével, s a vezénylés, illetve a zenekar irányítása újszerű feladatnak számított Auer életében. Bemutatkozó hangversenyén Wagnert, Grieget és Beethovent vezényelt – a közönség és a zenekar megdöbbenésére kotta nélkül. „Szilárdan elhatároztam, hogy von Bülow példáját követem, és partitúra nélkül vezényeltem, … a karmesternek virtuózhoz hasonlóan megtanulnia és nem olvasnia kell a kompozíciót” – írta önéletrajzában. Az évadot a teljes orosz sajtó kiemelkedőnek ítélte, még Kjui is csodálatosnak nevezte. Auer a vezénylésért kapott teljes összeget egy ösztöndíj alapítására ajánlotta fel. Ő vezényelte Berlioz Requiemjének és Schumann 3., Rajnai szimfóniájának oroszországi bemutatóját is. De nem csak Oroszországban dirigált, rendszeresen fellépett Európa hangversenytermeiben – hegedűsként és karmesterként is, többek között Münchenben, Lipcsében, Berlinben, Londonban, Budapesten, Hollandiában, Párizsban, Belgrádban, Szófiában és Konstantinápolyban (utóbb II. Abdul-Hamid szultán előtt). A Berlini Filharmonikusok az ő vezetésével játszottak először Csajkovszkijt, a Hegedűversenyt is előadták. Mindemellett továbbra is fontos feladatának tartotta az oktatást, csak Oroszországban mintegy 300 hegedűs került ki iskolájából, ily módon szinte nem volt olyan orosz városi zenekar, ahol nem dolgozott volna Auer-tanítvány. 1895-ben orosz nemesi címet kapott, 1903-ban pedig államtanácsossá nevezték ki.
Közben számos híres művésszel került kapcsolatba. Pablo de Sarasate játékát egy pétervári koncertjén hallotta, és a két művész között igen szívélyes kapcsolat alakult ki. 1876-ban Varsóban hangversenyezett, és zongorakísérőjeként a 15–16 éves Jan Paderewski mutatkozott be. 1878 körül felkereste Liszt Ferencet Weimarban, és első találkozásukkor Auer Bach partitáiból játszott néhányat.
1904-ben Glazunov neki dedikálta hegedűversenyét. 1906-ban tartotta utolsó budapesti koncertjét, majd 1907-ben vissza is vonult mint szólista. Lemondott a cári balett szólóhegedűsi posztjáról és vonósnégyese éléről. Negyvenéves oktatói munkájáért II. Miklós cártól megkapta a Szent Szaniszló-rend nagykeresztet a csillaggal, az Orosz Zenei Társaság pedig Auer-ösztöndíjat alapított.
Az 1905-ös forradalom idején Németországban és Angliában turnézott, így az otthoni eseményekről csak a sajtóból és levelekből értesült. A forradalom a konzervatóriumot sem kerülte el, de Auer nem foglalt állást a kérdésben. Abban viszont igen, hogy később követelte az események miatt kicsapott hallgatók és Rimszkij-Korszakov visszavételét az intézménybe. Európai tartózkodásai alatt is tanított, kurzusokat szervezett Londonban és Loschwitzban. Auert valósággal elözönlötték a tanítványok, s a népes „kolónia” folyamatosan követte a mestert, sokan még Pétervárra is utána mentek, amikor az első világháború kitörése után hazatért (páran a szüleikkel együtt). Mischa Elman és Efrem Zimbalist bemutatkozó hangversenyére külön elutazott, hogy felkészítse őket a koncertre. Amikor 1911-ben beszüntette nyári londoni kurzusát, Loschwitzban folytatta, ahol 30–40 hegedűs gyűlt össze. „Loschwitz gyönyörű kis falu … hegedűs központ lett…, mindegyik házban lakott egy-egy fiatal koncerttermi reménység” – írta önéletrajzában. A világ összes tájáról érkező tanítványok között egy magyar volt: Melles Béla, aki később a budapesti operaház koncertmestere és a Zeneakadémia tanára lett.
A század elején az Auer-iskola világszerte elismert lett, Elman, Zimbalist és Heifetz után Eddy Brown mutatkozott be, majd sorra jöttek a következők: Tosha Seidel, Michel Piastro, Max Rosen és mások. 1915-től – egyik norvég tanítványa javaslatára – Kristianiában töltötte a nyarakat, természetesen tanítványaival. Koncertezett is, szonátaesteket adott, fellépett tanítványaival is. Egyik hangversenyüket VII. Haakon norvég király és Matild királyné is meghallgatta.

### Az Amerikai Egyesült Államokban

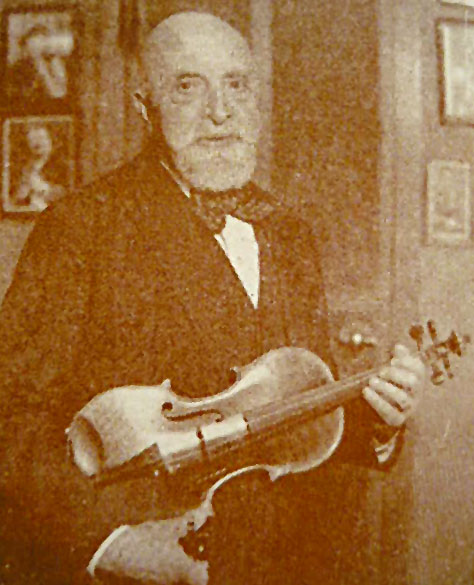
Auer Amerikában, 1922 körül

1917 nyarán, a konzervatóriumi vizsgák után ismét Kristianiába utazott – két bőrönddel és Stradivariusával. Októberben hazaindult volna, de a forradalom és a bolsevik hatalomátvétel miatt ez meghiúsult. Elhatározta, hogy Amerikába utazik, és 1918. február 7-én hajóra szállt New York felé. Vele tartott két tanítványa, Tosha Seidel és Thelma Given, mindketten édesanyjukkal együtt. Auert Amerikában a sajtó és a zenészek, az ott tartózkodó tanítványok (Brown, Elman, Zimbalist, Heifetz, Rosen, Bloch és Hochstein) nagy szeretettel fogadták. A Musical Courier 1918. február 28-i számában terjedelmes cikket közölt Auer érkezése kapcsán. „Hogy egy olyan nagy és kiemelkedő zenei személyiség érkezett meg partjainkhoz, mint Auer Lipót, ez természetesen várakozással tölti el a zenekedvelő közönséget. … New York teljesen tudatában van, hogy egy olyan embert fogadott be, aki a zenei világban rendkívül fontos személyiségnek számít.” Hetvenhárom éves kora ellenére ismét vállalt tanítást, a Juillard Graduate School és a Curtis Institute professzora lett. Új tanítványai sora került a legfontosabb amerikai zenekarokhoz. Amerikai művészkörökben tanítványait tréfásan csak Auer-gangnek nevezték (Gershwin még egy kuplét is írt róluk). Amerika gyakorlatilag kikövetelte, hogy visszatérjen a színpadra is. Hamarosan fellépett New Yorkban, Bostonban, Chicagóban és Philadelphiában, hetvenkilenc évesen hegedült a Carnegie Hallban, 82 évesen vezényelte a New York-i Filharmonikusokat. Nyolcvanadik születésnapja alkalmából tanítványai és művésztársai 1928. április 28-án köszöntő hangversenyt szerveztek számára a Carnegie Hallban. Felléptek tanítványai, de maga is zenélt, Rachmaninov zongorakíséretével Csajkovszkij Melódiáját és Brahms I. magyar táncát játszotta el – szűnni nem akaró ováció köszöntötte. Előadásáról hangfelvétel készült, amelyről később Yehudi Menuhin ezt írta: „Rendkívüli, hogy a tanár Auer Lipót idős korában jobban játszott, mint Ysaÿe, Sarasate, Joachim és a többi virtuózok. Amit tudott, azt tudta, s tudása túlélte a többiek briliáns játékát”.
Auer 1924-ben hivatalosan is elvált első feleségétől, és a következő évben elvette Wanda Bogutska Steint, zongorakísérőjét. 1926-ban felvette az amerikai állampolgárságot.
Nyaranta átrándult Európába, Loschwitzba. Itt 1930-ban megfázott, tüdőgyulladást kapott, és néhány nap múlva elhunyt. Özvegye New Yorkba vitette a holttestét, és – felfokozott média- és közönségérdeklődés mellett – a hartsdale-i Ferncliff temetőben temették el. A gyászszertartásról az egyik veszprémi lap is beszámolt 1930. szeptember 7-i számában: „… életveszélyes tolongás volt a newyorki Broadwayn az ortodox kápolna körül Auer Lipót … temetése alkalmából. A temetésen világhírű művészek és közéleti szereplők jelentek meg, akik csak nagy tülekedés árán jutottak a templomba, mert a tömeg betörte a kaput.” A szertartáson Jasha Heifetz Schubert Ave Mariáját, Josef Hoffmann pedig Beethoven Holdfény szonátáját játszotta el.

## Munkássága
Auer Lipót művészi kiteljesedése oroszországi tartózkodása idejére esett. Hatalmas céltudatossággal és munkabírással sokoldalú tevékenységet folytatott: a szentpétervári konzervatóriumban hegedű mesteriskolát vezetett, ő tartotta a vonósnégyesórákat is, szólistaként, kamarazene-játékosként és karmesterként is a világ élvonalába került. Egykori zenei vélemények szerint hegedűjátékában nem volt meg az az erő, ami például Wieniawskinál megvolt, nem volt olyan káprázatos technikája, mint Sarasaténak, megvolt viszont a senkivel össze nem téveszthető arányérzéke, előadásmódjának eleganciája, az átgondolt zenei formálás és a gondos kidolgozottság. Itt kell ismét megemlíteni Yehudi Menuhin fentebb már idézett írását. Az ő nevéhez kapcsolódik az úgynevezett pétervári vonófogás, ahol a mutatóujjnak és a csuklónak nagyobb szerep jut, mint korábban. Ezt a technikát sok kadenciájában alkalmazta. Tevékenységével kapcsolatban Abram Jampolszkij hegedűművész a következőket írta: „Auer koncerttevékenysége (hegedűs szólistaként, kamaramuzsikusként és karmesterként) mély nyomokat hagyott Oroszország zenekultúrája történetében. De bármilyen nagyok is legyenek Auernek, az előadónak az érdemei, a zenepedagógia területén a legnagyobb a jelentősége. … Az Auer által létrehozott művészeti irányzat megerősítette az orosz hegedűiskola jelentőségét az egész világon.”
Zenepedagógusként Auer a hegedűjáték oktatásának egyik legnagyobb alakja volt. Nagyon szigorú volt, megkövetelte a pontosságot, a felkészültséget, a gondos öltözöttséget, és nagyra értékelte a munkaszeretetet. Óráin mindig valamennyi hallgatójának jelen kellett lenni, hogy azt is lássák, másokkal hogyan foglalkozik. Hegedűóráira még más zeneszerzők és előadóművészek is bejártak. Nem törekedett saját stílusának kötelező követésére. Ezt maga is leírta: „Sok-sok éve tanítok már, és ragaszkodásom ahhoz az alapelvhez, hogy tanítványaim önmagukat fejezzék ki, és ne engem, mindig büszkeséggel tölt el. Elman, Zimbalist, Heifetz, Seidel, Kathleen Parlow, Eddy Brown, Max Rosen, Thelma Given, Ruth Ray, Michel Piastro nem különböznek-e tökéletesen egymástól? Nincs-e meg mindegyiküknek a maga jellegzetes zenészegyénisége és saját stílusa? Sohasem kíséreltem meg, hogy tanítványaimat valamiféle általam kigondolt korlátolt esztétikai ideálhoz idomítsam, viszont megtanítottam nekik az ízlés általános alapelemeit, melyek segítségével az egyéni stílus ki tud fejlődni”. Tanári tevékenységéhez tartoznak a már Amerikában megjelent tankönyve és hegedűiskolája, a Violin playing as I teach it és a nyolckötetes Graded course of violin playing.

## Rokonsága
Vera Auer jazzvibrafonos az unokahúga, Mischa Auer (szül. Mihail Szemjonovics Unkovszkij) az unokája, Heller Ágnes filozófus a távolabbi rokona. Ligeti György apai nagyapjának, Auer Somának Auer Lipót a nagybátyja.

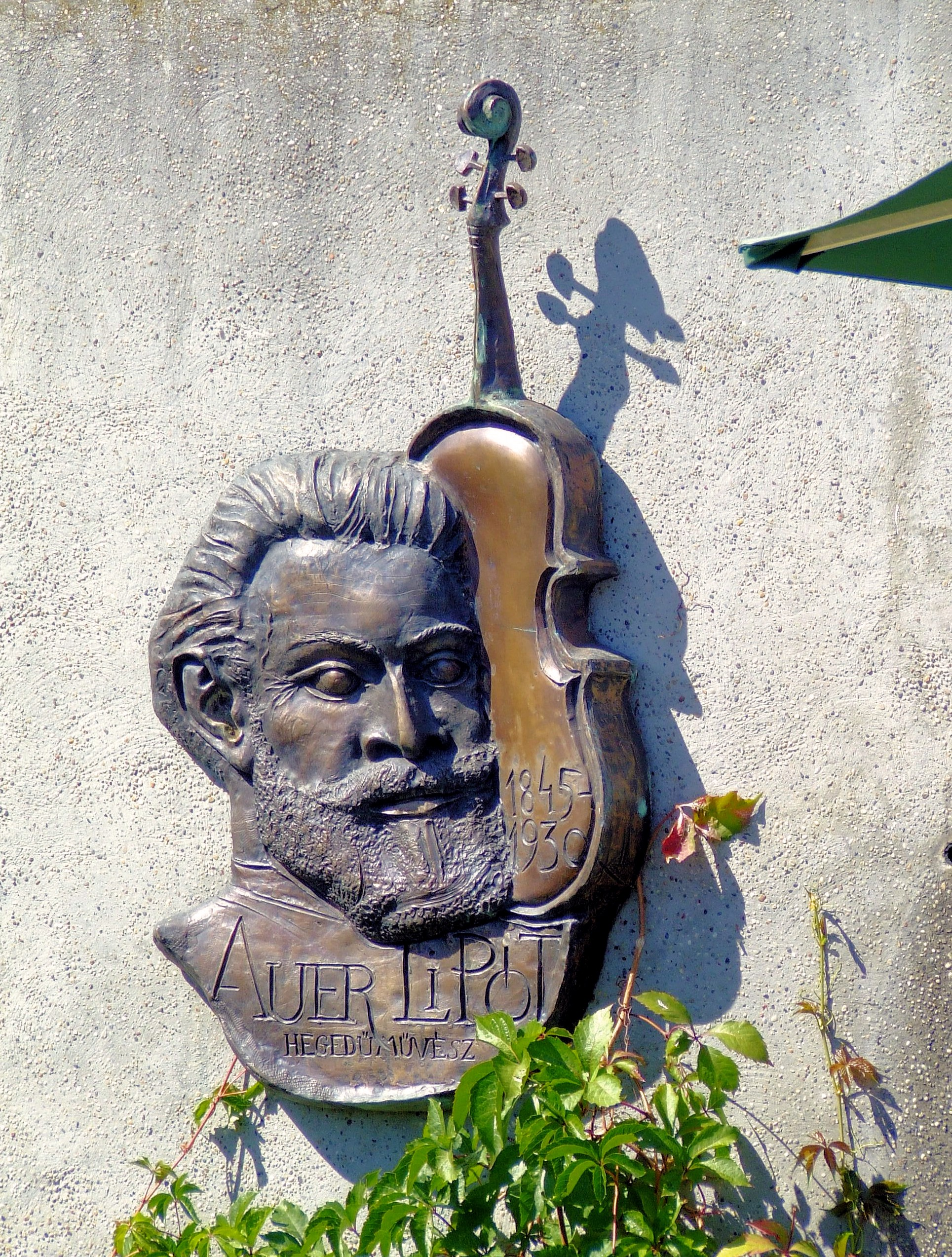
Kő Pál alkotása Veszprémben (1994)

## Emlékezete
- 1868-ban vásárolt hegedűjét ma Auer Stradivariusnak hívják.
- A Szentpétervári Konzervatórium egyik termét – a 25. számút, amelyben Auer tanított – róla nevezték el. A Konzervatóriumban Auert még ma is Leopold Szemjonovicsként emlegetik.
- Veszprémben emléktáblája van a Thököly Imre utca 1., valamint a Megyeház tér 5. számú ház falán.
- 2007-ben alakult meg Veszprémben az Auer Szimfonikusok fesztiválzenekar, amely próbáit és hangversenyeit a Veszprémi ünnepi játékok időtartama alatt tartja, és tagjait a fesztivál idejére Veszprémbe érkező fiatal muzsikusok képezik.[50]
- Veszprémben 2014-ben nemzetközi fesztivált, akadémiát és hegedűversenyt alapítottak emlékére.[51]
- 1990-ben a Liszt Ferenc Zeneakadémia hallgatói megalakították az Auer vonósnégyest. A kvartett 2000-ben Liszt Ferenc-díjat kapott. Tagjai: Oláh Vilmos, Berán Gábor (hegedű), Gálfi Csaba (brácsa), Takács Ákos (cselló).[52]
- 2010-ben dokumentumfilm készült az életéről Gyökerek és ágak címmel.[53][54]

## Művei

### Zenei művek
Auer nem sok egyéni művet írt, annál több hegedűversenyhez készített kadenciákat: Mozarttól Beethovenen át egészen Brahms műveiig, amelyeket a mai napig játszanak. Ezeken kívül van még néhány átirata is (Chopin, Haydn, Paganini, Schumann).
- Rhapsodie hongroise, Op. 1 (hegedűre, zongorakísérettel)
- Tarantelle du concert, Op. 2 (hegedűre, zongorakísérettel)
- Réverie, Op.3 (hegedűre, zongorakísérettel)
- Romanze, Op. 4 (hegedűre, zongorakísérettel)
- Rhapsodie hongroise, Op. 5 (hegedűre, zenekarral)[55]

### Írásművek
- Violin playing as I teach it. New York, 1921
- My long life in Music. New York, 1923
- Violin master works and their interpretation. New York, 1925
- Graded course of violin playing I–VIII. New York, 1926[56]

## Híres tanítványai
Auer Lipót Oroszországban és az Egyesült Államokban szinte ontotta a kiváló hegedűművészeket. A legkiválóbbak szólókarriert futottak be, más tanítványai a két országban, de máshol is elsőrangú szimfonikus zenekaroknál dolgoztak. Leghíresebb tanítványai:
| - Joseph Achron - Jozef Boriszov - Eddy Brown - Richard Burgin - Samuel Dushkin - Mischa Elman - Jacobo Ficher - Thelma Given - Cecilia Hansen - Jasha Heifetz - Abram Jampolszkij | - Daniel Karpilovszkij - Vlagyimir Lenszkij - Sylvia Lent - Francis MacMillan - Melles Béla - Isolde Menges - Mieczysław Michałowicz - Nathan Milstein - Emil Młynarski - Kathleen Parlow - Michel Piastro | - Miron Poljakin - Benno Rabinov - Ruth Ray - Max Rosen - Gilbert Ross - Alexander Schmuller - Tosha Seidel - Roderick White - Leo Zeitlin - Efrem Zimbalist |